# Clube de Regatas Flamengo (Porto Velho)
Clube de Regatas Flamengo foi um clube esportivo brasileiro de futebol da cidade de Porto Velho, no estado de Rondônia. Fundado em 1955, suas principais cores são o vermelho e o preto. Com grande destaque no futebol, o clube desativou esse departamento em 1994, 3 anos depois da adoção do profissionalismo no estado, em 1991.

## Títulos
| Estaduais | Estaduais                         | Estaduais | Estaduais                                                         |
|           | Competição                        | Títulos   | Temporadas                                                        |
| Rondônia  | Campeonato Rondoniense de Futebol | 11        | 1956, 1960, 1961, 1962, 1965, 1966, 1967, 1982, 1982, 1983 e 1985 |
| Rondônia  | Torneio Início                    | 01        | 1983                                                              |
| --------- | --------------------------------- | --------- | ----------------------------------------------------------------- |